# Campeonato Mundial de Judo de 2007
El XXVIII Campeonato Mundial de Judo se celebró en Río de Janeiro (Brasil) entre el 13 y el 16 de septiembre de 2007 bajo la organización de la Federación Internacional de Judo (IJF) y la Confederación Brasileña de Judo. 
Las competiciones se realizaron en la Arena Olímpica de Río.

## Países participantes
Participaron en total 743 judokas (294 hombres y 449 mujeres) de 138 federaciones nacionales afiliadas a la IJF.
| África (AJU) | América (PAJU) | Asia (JUA) | Europa (EJU) | Oceanía (OJU) |
| --- | --- | --- | --- | --- |
| Argelia (6/6) · Angola (1/1) · Botsuana (-/1) · Burkina Faso (2/3) · Burundi (-/1) · Cabo Verde (1/-) · Camerún (1/2) · República del Congo (1/-) · República Democrática del Congo (2/4) · Yibuti (-/1) · Egipto (2/4) · Ghana (-/1) · Madagascar (2/2) · Marruecos (-/5) · Mauricio (-/1) · Mozambique (-/3) · Namibia (-/1) · Níger (-/1) · Nigeria (1/1) · Senegal (2/5) · Seychelles (-/1) · Tanzania (1/-) · Togo (-/1) · Túnez (4/3) · Zambia (-/1) | Antillas Neerlandesas (-/1) · Argentina (6/7) · Aruba (-/1) · Bahamas (-/3) · Barbados (1/-) · Belice (-/1) · Bolivia (1/2) · Brasil (8/8) · Islas Caimán (-/1) · Canadá (6/4) · Chile (1/5) · Colombia (6/4) · Costa Rica (1/1) · Cuba (8/8) · República Dominicana (1/3) · Ecuador (3/2) · El Salvador (2/2) · Estados Unidos (8/8) · Guatemala (1/-) · Guyana (-/2) · Haití (3/3) · Honduras (-/2) · Jamaica (-/1) · México (3/3) · Nicaragua (2/-) · Paraguay (-/2) · Perú (-/2) · Puerto Rico (3/3) · Uruguay (1/5) · Venezuela (8/7) | China (8/8) · Corea del Sur (8/8) · Corea del Norte (4/3) · Emiratos Árabes Unidos (-/1) · Filipinas (-/1) · Hong Kong (-/3) · India (4/5) · Irán (-/8) · Irak (-/1) · Japón (8/8) · Jordania (-/2) · Kazajistán (6/8) · Kirguistán (1/2) · Laos (-/1) · Líbano (-/1) · Macao (2/-) · Malasia (1/-) · Mongolia (7/8) · Birmania (-/1) · Nepal (-/1) · Catar (-/3) · Singapur (-/1) · Sri Lanka (-/1) · China Taipéi (3/4) · Tayikistán (-/6) · Turkmenistán (1/2) · Uzbekistán (-/8) · Vietnam (2/-) · Yemen (-/1) | Alemania (8/7) · Andorra (-/1) · Armenia (1/4) · Austria (4/6) · Azerbaiyán (2/6) · Bélgica (4/2) · Bielorrusia (5/7) · Bosnia y Herzegovina (-/1) · Bulgaria (-/3) · Chipre (-/1) · Croacia (1/1) · Eslovaquia (-/4) · Eslovenia (6/5) · España (4/3) · Estonia (-/6) · Islas Feroe (-/1) · Finlandia (3/2) · Francia (8/8) · Georgia (4/8) · Grecia (2/7) · Hungría (5/8) · Irlanda (1/-) · Islandia (-/2) · Israel (3/3) · Italia (7/7) · Letonia (-/5) · Lituania (1/6) · Luxemburgo (1/-) · Malta (1/-) · Moldavia (1/3) · Mónaco (-/1) · Montenegro (-/2) · Noruega (2/1) · Países Bajos (5/7) · Polonia (8/8) · Portugal (5/4) · República Checa (1/3) · Reino Unido (6/6) · Rumania (3/3) · Rusia (8/8) · San Marino (/) · Serbia (3/5) · Suecia (1/2) · Turquía (4/5) · Ucrania (7/8) | Australia (5/7) · Fiyi (-/2) · Guam (-/1) · Nueva Zelanda (1/5) · Papúa Nueva Guinea (-/2) · Islas Salomón (-/2) · Tonga (-/2) |

## Medallistas

### Masculino
| Evento                    | Oro                         | Plata                              | Bronce                                                           |
| ------------------------- | --------------------------- | ---------------------------------- | ---------------------------------------------------------------- |
| –60 kg (16.09)            | Ruben Houkes · Países Bajos | Nestor Jerguiani Georgia           | Choi Min-Ho · Corea del Sur · Ludwig Paischer · Austria          |
| –66 kg (15.09)            | João Derly · Brasil         | Yordanis Arencibia Verdecia · Cuba | Arash Miresmaeili · Irán · Miklós Ungvári · Hungría              |
| –73 kg (15.09)            | Wang Ki-Chun Corea del Sur  | Elnur Məmmədli Azerbaiyán          | Yusuke Kanamaru Japón Rasul Boqiev Tayikistán                    |
| –81 kg (14.09)            | Tiago Camilo · Brasil       | Anthony Rodriguez Francia          | Euan Burton · Reino Unido · Guillaume Elmont · Países Bajos      |
| –90 kg (14.09)            | Irakli Tsirekidze Georgia   | Ilías Iliadis · Grecia             | Roberto Meloni · Italia · Ivan Pershin · Rusia                   |
| –100 kg (13.09)           | Luciano Corrêa · Brasil     | Peter Cousins Reino Unido          | Dániel Hadfi · Hungría · Oreidis Despaigne · Cuba                |
| +100 kg (13.09)           | Teddy Riner Francia         | Tamerlan Tmenov · Rusia            | Lasha Gudzhedzhiani · Georgia · João Gabriel Schlittler · Brasil |
| Categoría abierta (16.09) | Yasuyuki Muneta Japón       | Yuri Rybak · Bielorrusia           | Matthieu Bataille Francia Abdullo Tangriyev Uzbekistán           |

### Femenino
| Evento                    | Oro                             | Plata                               | Bronce                                                         |
| ------------------------- | ------------------------------- | ----------------------------------- | -------------------------------------------------------------- |
| –48 kg (16.09)            | Ryoko Tani Japón                | Yanet Bermoy Acosta · Cuba          | Alina Dumitru · Rumania · Frédérique Jossinet · Francia        |
| –52 kg (15.09)            | Shi Junjie China                | Telma Monteiro Portugal             | An Kum-Ae Corea del Norte Yuka Nishida Japón                   |
| –57 kg (15.09)            | Kye Sun-Hui Corea del Norte     | Isabel Fernández Gutiérrez · España | Bernadett Baczkó · Hungría · Aiko Sato · Japón                 |
| –63 kg (14.09)            | Driulis González Morales · Cuba | Lucie Décosse Francia               | Ayumi Tanimoto · Japón · Elisabeth Willeboordse · Países Bajos |
| –70 kg (14.09)            | Gévrise Émane Francia           | Ronda Rousey Estados Unidos         | Anett Mészáros · Hungría · Ylenia Scapin · Italia              |
| –78 kg (13.09)            | Yurisel Laborde Duanes · Cuba   | Sae Nakazawa Japón                  | Jeong Gyeong-Mi Corea del Sur Stéphanie Possamaï Francia       |
| +78 kg (13.09)            | Tong Wen China                  | Maki Tsukada Japón                  | Sandra Köppen · Alemania · Carola Uilenhoed · Países Bajos     |
| Categoría abierta (16.09) | Maki Tsukada Japón              | Lucija Polavder Eslovenia           | Yelena Ivashchenko · Rusia · Anne-Sophie Mondière · Francia    |

## Medallero
| Núm. | País            | Oro | Plata | Bronce | Total |
| ---- | --------------- | --- | ----- | ------ | ----- |
| 1    | Japón           | 3   | 2     | 4      | 9     |
| 2    | Brasil          | 3   | 0     | 1      | 4     |
| 3    | Francia         | 2   | 2     | 4      | 8     |
| 4    | Cuba            | 2   | 2     | 1      | 5     |
| 5    | China           | 2   | 0     | 0      | 2     |
| 6    | Georgia         | 1   | 1     | 1      | 3     |
| 7    | Países Bajos    | 1   | 0     | 3      | 4     |
| 8    | Corea del Sur   | 1   | 0     | 2      | 3     |
| 9    | Corea del Norte | 1   | 0     | 1      | 2     |
| 10   | Rusia           | 0   | 1     | 2      | 3     |
| 11   | Reino Unido     | 0   | 1     | 1      | 2     |
| 12   | Azerbaiyán      | 0   | 1     | 0      | 1     |
| 12   | Bielorrusia     | 0   | 1     | 0      | 1     |
| 12   | Eslovenia       | 0   | 1     | 0      | 1     |
| 12   | España          | 0   | 1     | 0      | 1     |
| 12   | Estados Unidos  | 0   | 1     | 0      | 1     |
| 12   | Grecia          | 0   | 1     | 0      | 1     |
| 12   | Portugal        | 0   | 1     | 0      | 1     |
| 19   | Hungría         | 0   | 0     | 4      | 4     |
| 20   | Italia          | 0   | 0     | 2      | 2     |
| 21   | Alemania        | 0   | 0     | 1      | 1     |
| 21   | Austria         | 0   | 0     | 1      | 1     |
| 21   | Irán            | 0   | 0     | 1      | 1     |
| 21   | Rumania         | 0   | 0     | 1      | 1     |
| 21   | Tayikistán      | 0   | 0     | 1      | 1     |
| 21   | Uzbekistán      | 0   | 0     | 1      | 1     |
|      | TOTAL           | 16  | 16    | 32     | 64    |